# Chambre des représentants de l'Iowa
Capitole de l'État de l'Iowa, Des Moines
La Chambre des représentants de l'Iowa (en anglais : Iowa House of Representatives) est la chambre basse de l'Assemblée générale de l'Iowa, l'organe législatif de l'État américain de l'Iowa. Elle est composée de 100 membres.

## Majorité
Lors de la 87e législature, qui débute en janvier 2017, la Chambre des représentants est dominée par 59 républicains contre 41 démocrates.

## Système électoral
La Chambre des représentants de l'Iowa est composée de 100 sièges pourvus pour deux ans au scrutin uninominal majoritaire à un tour dans autant de circonscriptions.
Il n’y a pas de limite de mandat.